# Fuchsstadt
Fuchsstadt è un comune tedesco di 1 834 abitanti, situato nel land della Baviera.